# Глембовиці (Нижньосілезьке воєводство)
Глембовиці (пол. Głębowice, нім. Glumbowitz) — село в Польщі, у гміні Вінсько Воловського повіту Нижньосілезького воєводства.
Населення — 462 особи (2011).
У 1975-1998 роках село належало до Вроцлавського воєводства.

## Демографія
Демографічна структура станом на 31 березня 2011 року:
|          | Загалом | Допрацездатний вік | Працездатний вік | Постпрацездатний вік |
| -------- | ------- | ------------------ | ---------------- | -------------------- |
| Чоловіки | 223     | 42                 | 158              | 23                   |
| Жінки    | 239     | 53                 | 133              | 53                   |
| Разом    | 462     | 95                 | 291              | 76                   |